# آلبرت گیورسو
آلبرت گیورسو (انگلیسی: Albert Ghiorso؛ زاده ۱۵ ژوئیه ۱۹۱۵ درگذشته ۲۶ دسامبر ۲۰۱۰) یک دانشمند در زمینه علوم هسته‌ای اهل ایالات متحده آمریکا بود.